# Christian Winninghoff
Christian Winninghoff (* 1. Februar 1971 in Osnabrück) ist ein deutscher Jazzmusiker (Trompete, Flügelhorn, Arrangement).

## Leben und Wirken
Winninghoff studierte von 1991 bis 1993 am Koninklijk Conservatorium Den Haag klassische Trompete bei Huug Steketee und Jazztrompete und Flügelhorn bei Ack van Rooyen. Er setzte seine Ausbildung bis 1998 an der Musikhochschule Köln bei John Marshall und Markus Stockhausen fort. Außerdem nahm er an Workshops von Kenny Wheeler, Bill Evans, Peter Erskine, Gary Peacock und Bob Brookmeyer teil. Als Mitglied des Bundesjazzorchesters unter Peter Herbolzheimer tourte er durch Rumänien, Moldawien, die Ukraine und Südafrika.
1995 gewann er den bundesweiten Jazznachwuchswettbewerb in Leipzig mit der Christian Winninghoff Group, mit der er 1998 sein erstes Album als Bandleader aufnahm. Zwischen 2000 und 2003 trat er in Duokonzerten mit dem Pianisten Jürgen Friedrich auf. Seit 2000 ist er Mitglied der Gruppe Jazzkantine und wirkte an mehreren von deren Alben als Interpret und Arrangeur mit.
Außerdem arbeitete er mit dem Niels Klein/Calle Rasmussen Jazz Quartett, dem Oktoposse Jazz Oktett und den Ensembles von Ulla Oster, Matthias Petzold, Klaus Fey, Caroline Thon, Gabriel Pérez, Hinrich Franck, Maxime Bender und Rainer Tempel. Genreüberschreitend war er mit Markus Stockhausen, Terry Bozzio und Michael Riessler tätig. Als Studiomusiker war er für Heinz-Rudolf Kunze, Jean Shy, Marla Glen oder die Heavytones aktiv.
Von 1998 bis 2000 unterrichtete Winninghoff Trompete an der Musikhochschule Köln, seitdem ist er Dozent an der Städtischen Musikschule Langenfeld. Er veröffentlichte mehrere Lehrbücher.

## Diskographie
- Christian Winninghoff: live at Getxo Jazz Festival, 1996
- La Vie, 1998
- Color Music, 2004
- The Hi Hornz Project, 2008

## Schriften
- Jam Session. Improvisation in all styles
- Jazz Harmony. Das Wichtigste über Tonleitern, Akkorde und modale Jazzskalen.
- 12 Jazz Trumpet Solos. Themen und Solos von Miles Davis, Chet Baker, Dizzy Gillespie, Clifford Brown, Fats Navarro, Art Farmer, Allan Botschinsky und Louis Armstrong